# Marit Stiles
Pour les articles homonymes, voir Stiles.
Marit Stiles, née le 20 septembre 1969 à Saint-Jean de Terre-Neuve, est une femme politique canadienne.
Elle est cheffe du Nouveau Parti démocratique (NPD) de l'Ontario depuis le 4 février 2023 et représente la circonscription de Davenport à l'Assemblée législative de l'Ontario depuis le 7 juin 2018.

## Jeunesse et carrière
Stiles naît à Terre-Neuve et grandit dans les communautés de Long Pond et de Logy Bay[réf. nécessaire]. Ses parents sont d'origine américaine mais déménagèrent à Terre-Neuve. Son père était professeur d'anthropologie à l'Université Memorial de Terre-Neuve.
En 1988, elle déménage en Ontario pour fréquenter l'université. Après avoir obtenu un Bachelor of Arts (BA) de l'Université Carleton en 1992, elle travaille au bureau du député provincial de Timmins, Gilles Bisson. Elle travaillé pour Canadian Policy Research Networks en 1995 et comme chercheuse pour le caucus ontarien du Nouveau Parti démocratique (NPD) fédéral, de 1998 à 2004.
Elle rejoint l'Association des artistes canadiens de la télévision et de la radio (ACTRA) en 2005, où elle est directrice de la recherche, des politiques publiques et des communications,,.

## Carrière politique
Stiles est administratrice du Conseil scolaire anglophone du district de Toronto (TDSB) de 2014 à 2018 et présidente du Nouveau Parti démocratique fédéral (un rôle essentiellement administratif) de 2016 à 2018.

### Députée provinciale
Stiles se présente à Davenport sous l’étiquette du NPD lors des élections ontariennes de 2018 contre la sortante libérale Cristina Martins, qui a été critiquée pour la gestion par son gouvernement du viaduc ferroviaire de Davenport Diamond. Stiles fait campagne notamment pour l'électrification de la ligne GO Transit à proximité. Elle l'emporte sur Martins, devenant ainsi la deuxième députée néo-démocrate de la circonscription ,.
Stiles devient porte-parole du parti en matière d'éducation, de 2018 à 2022.

### Direction du NPD de l'Ontario
Après les élections provinciales de 2022, le NPD reste dans l'opposition et la cheffe du parti Andrea Horwath démissionne. Le député provincial Peter Tabuns devient chef par intérim jusqu'à l'élection d'une nouvelle direction en 2023. Stiles, soutenue par huit députés de son parti, annonce sa candidature en septembre 2022.
Elle définit cinq priorités pour le NPD et la province : action climatique (création d'emplois dans les industries durables et investissement dans des infrastructures vertes), une « véritable réconciliation » en protégeant les droits des Autochtones, le travail (création d'emplois, droits et sécurité des travailleurs), la réforme du système électoral de la province et du système uninominal à un tour et la défense des services publics (éducation, soins de santé et sécurité sociale).
Le NPD annonce le 5 décembre 2022 que Stiles est la seule candidate à avoir été en mesure de remplir les conditions requises, et sera donc sa future cheffe,. Stiles fut confirmée cheffe à la suite d'un vote de confirmation en février 2023,.

## Vie privée
Stiles vit à Toronto avec son mari Jordan Berger et leurs deux filles. Berger s'est présenté pour le NPD à Davenport en 2003.